# Implikationsparadoxer
Implikationsparadoxer syftar på de teorem i klassisk satslogik som tyder på att det vanliga implikationskonnektivet, materiell implikation, skiljer sig från det vardagliga bruket av villkorssatser. De tre vanligaste implikationsparadoxerna är följande (som är teorem i alla standardsystem för satslogik):
1. A → (B → A)
2. ¬A → (A → B)
3. (A → B) ∨ (B → A)
Den första satsen kan tolkas som att om ett påstående är sant, så impliceras detta påstående av vad som helst. Den andra satsen kan tolkas som ett slags omvändning till den första, att om ett påstående är falskt så implicerar detta påstående vad som helst. Det tredje teoremet går att härleda från de bägge första, och säger att av två godtyckliga satser A och B, så impliceras den första av den andra, eller tvärtom. I vardagsspråket motsvaras det till exempel av satsen "Om Per sover så är Per vaken, eller så sover han om han är vaken". Två andra teorem med i vissa tolkningar paradoxala följder är dessa:
4.  ¬(A → B) → (A ∧ ¬B)
5. (A ∧ ¬A) → B
Den första satsen säger att om A inte implicerar B, så måste A vara sann och B falsk. Den andra säger att ett påstående och dess negation implicerar vad som helst.
Det är uppenbart att satserna 1-5 ovan tyder på att materiell implikation på något sätt skiljer sig från de villkorssatser vi använder i vardagsspråket. De olika typerna av implikation är förbundna med varandra, men det är ett misstag att helt likställa dem med varandra. Skillnaderna beror på att materiell implikation i vanlig satslogik endast är sanningsfunktion, och till skillnad från de vardagliga villkorssatserna inte uttrycker någonting om att eftersatsen följer av försatsen med någon slags nödvändighet. Materiell implikation har följande sanningstabell:
| A | B | A → B |
| 1 | 1 | 1     |
| 1 | 0 | 0     |
| 0 | 1 | 1     |
| 0 | 0 | 1     |

Detta innebär att implikationen A → B är sann om premissen A är falsk, oavsett sanningsvärdet på B och oavsett vad A och B innehåller i övrigt. På samma sätt är implikationen sann om slutsatsen B är sann, oavsett om A är sann eller inte. Att en materiell implikation är sann innebär alltså inte att det råder ett kausalitetsförhållande mellan A och B. Detta får den på sätt och vis paradoxala följden att följande satser är sanna:
- "Om solen är ett ägg så är månen en grön ost" är en sann sats eftersom solen inte är ett ägg.
- "Om jag heter Bill så är jag rik". Om jag inte heter Bill är implikationen automatiskt sann, oavsett om jag är rik eller inte. Om man förväntar sig att implikationen innebär ett kausalitetsförhållande är det lätt att tro att en korrekt slutsats av satsen är att det vore en god idé att byta namn till Bill.

## Alternativa logiska system
De här kontraintuitiva följderna uppmärksammades av Hugh MacColl redan innan Frege och senare Russell presenterade det formaliserade begreppet materiell implikation kring sekelskiftet 1900. Freges syfte med logiken var att skapa ett formellt språk för matematiska påståenden, och var inte intresserad av att återge villkorssatser i vardagsspråket. Russell beskriver däremot ofta den materiella implikationen som om den vore liktydig med ett konsekvensförhållande. Den förste som gjorde mer framgångsrika försök att komma runt de här egenskaperna var C.I. Lewis som med början 1912 publicerade en serie artiklar och böcker med förslag på ett alternativt implikationsbegrepp som bättre skulle stämma överens med vardagsspråkets villkorssatser. Han förnekade inte att satserna 1 och 2 ovan är teorem, utan poängterade tvärtom att de på ett korrekt sätt återspeglar hur Russell och Whitehead i Principia Mathematica använder ordet "medföra" (en. imply). Däremot hävdade han att det finns ett starkare implikationsbegrepp som innebär att när vi säger att A medför B, så betyder det att B på något sätt följer ur A. I den här meningen är det inte sant att ett falskt påstående implicerar vad som helst, eller att ett sant påstående impliceras av vad som helst. Lewis försökte lösa problemet genom att införa ett ytterligare konnektiv, strikt implikation, till den satslogik som Frege och Russell skapat. Resultatet blev startpunkten för modern modallogik. Ett senare försök att formalisera de vardagliga villkorssatserna är relevanslogik, som bland annat bygger på att man överger härledningsregeln modus tollendo ponens, samt att de vanliga satslogiska konnektiven tolkas annorlunda, särskilt negation.